# Ectobius albicinctus
Ectobius albicinctus är en kackerlacksart som först beskrevs av Brunner von Wattenwyl 1861.  Ectobius albicinctus ingår i släktet Ectobius och familjen småkackerlackor. Inga underarter finns listade i Catalogue of Life.